# Аборты в Парагвае
Аборт в Парагвае является незаконным, за исключением случаев, когда существует угроза жизни женщины. Любой, кто делает аборт, может быть приговорён к 15-30 месяцам тюрьмы. Если аборт делается без согласия женщины, наказание увеличивается до 2-5 лет. Если смерть женщины произошла в результате аборта, лицо, совершившее процедуру, может быть приговорено к 4–6 годам лишения свободы и 5–10 годам в случаях, когда она не соглашалась.
В Парагвае 23 из 100 смертей молодых женщин являются результатом незаконных абортов. По данному показателю смертности Парагвай занимается одно из самых высоких мест в регионе.
В апреле 2015 года стала известна история о 10-летней парагвайской девочке, которая была на 22 неделе беременности в результате того, что её отчим изнасиловал и оплодотворил её. Беременность была обнаружена в том же месяце, когда мать девочки отвезла её в местную больницу, чтобы получить медицинскую помощь при болях в животе, которые, как было установлено, были связаны с беременностью. Обращения от её матери, а также от возмущённых представителей общественности по всему миру о разрешении дать девушке возможность пройти процедуру аборта в конечном итоге были отклонены. Девочка родила ребёнка через кесарево сечение в больнице Красного Креста в столице Парагвая Асунсьоне в том же году. С тех пор отчим девочки был привлечён к ответственности за изнасилование, а её мать также была обвинена в халатности за её предполагаемую роль в обстоятельствах, связанных с изнасилованием и беременностью ее дочери. Громкий характер этого дела заставил оппозиционные левые партии добиваться менее строгих законов об абортах в Парагвае, например, в случаях детской беременности и в случаях сексуального насилия.
Организация Объединённых Наций установила, что уровень материнской смертности среди девочек в возрасте до 16 лет в Латинской Америке в четыре раза выше. Сообщается, что 10-летняя девочка пережила роды, и её мать и бабушка обратились с просьбой о законной опеке над новорождённым ребенком.